# Stenygrocercus
Stenygrocercus is een geslacht van spinnen uit de familie Dipluridae.

## Soorten
De volgende soorten zijn bij het geslacht ingedeeld:
- Stenygrocercus alphoreus Raven, 1991
- Stenygrocercus franzi Raven, 1991
- Stenygrocercus kresta Raven, 1991
- Stenygrocercus recineus Raven, 1991
- Stenygrocercus silvicola (Simon, 1889)
- Stenygrocercus simoni Raven, 1991